# Surajgarh
Surajgarh é uma cidade e um município no distrito de Jhunjhunun, no estado indiano de Rajastão.

## Geografia
Surajgarh está localizada a 28° 19′ N, 75° 44′ L. Tem uma altitude média de 280 metros (918 pés).

## Demografia
Segundo o censo de 2001, Surajgarh tinha uma população de 18,857 habitantes. Os indivíduos do sexo masculino constituem 53% da população e os do sexo feminino 47%. Surajgarh tem uma taxa de literacia de 65%, superior à média nacional de 59.5%: a literacia no sexo masculino é de 74% e no sexo feminino é de 55%. Em Surajgarh, 16% da população está abaixo dos 6 anos de idade.